# Альохино
Альо́хино (рос. Алёхино, марій. Ольокансер) — присілок у складі Гірськомарійського району Марій Ел, Росія. Входить до складу Єласівського сільського поселення.

## Населення
Населення — 12 осіб (2010; 12 у 2002).
Національний склад (станом на 2002 рік):
- гірські марійці — 92 %